# Nilvange
Nilvange é uma comuna francesa na região administrativa de Grande Leste, no departamento de Mosela. Estende-se por uma área de 2,81 km². Em 2010 a comuna tinha 4 655 habitantes (densidade: 1 656,6 hab./km²).